# Тереза Саксен-Альтенбурзька
Тереза Саксен-Альтенбурзька (нім. Therese von Sachsen-Altenburg), повне ім'я Тереза Амалія Кароліна Жозефіна Антуанетта Саксен-Альтенбурзька (нім. Therese Amalie Karoline Josephine Antoinette von Sachsen-Altenburg, 21 грудня 1836 — 9 листопада 1914) — принцеса Саксен-Альтенбурзька, донька принца Саксен-Гільдбурггаузен Едуарда та Амалії Гогенцоллерн-Зігмарінген, дружина принца Швеції та Норвегії Августа. Композиторка та благодійниця.

## Життєпис
Тереза народилась 21 грудня 1836 року в Ансбаху. Вона була первістком у родині принца Саксен-Альтенбурзького Едуарда та його першої дружини Амалії Гогенцоллерн-Зігмарінген. Згодом в сім'ї з'явилась ще донька, Антуанетта Шарлотта, та сини Людвіг Йозеф та Йоганн Фрідріх. Мати померла за тиждень після народження молодшого сина. Наступного року батько одружився вдруге. Від нового шлюбу він також мав двох нащадків. 
Тереза росла у містах Мюнхен та Бамберг, де батько ніс військову службу. Після його смерті у 1852 році спочатку жила при дворі своєї кузини Марії, а потім — у дядька з материнського боку Карла Антона Гогенцоллерна-Зігмаринен.  

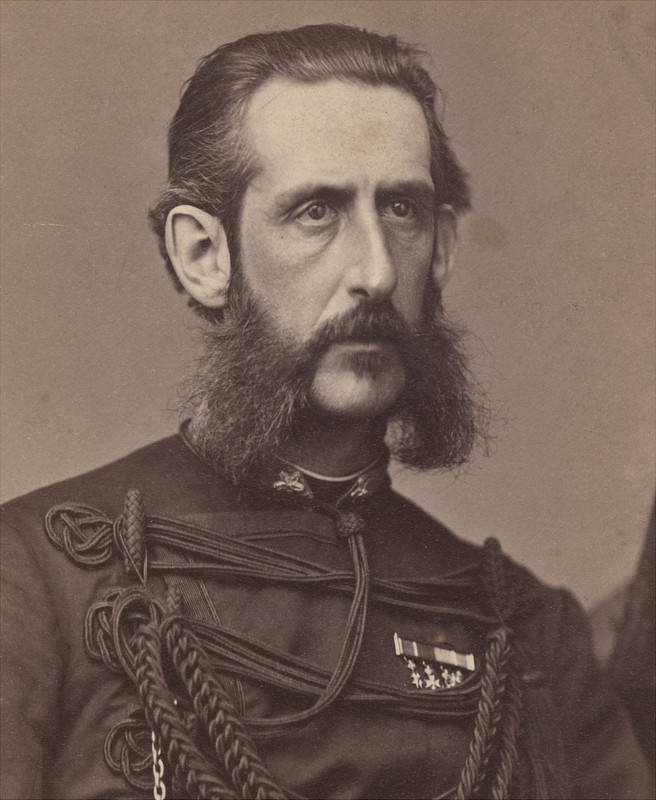
Принц Август

У тому ж 1852 року в Ганновері Тереза вперше побачилася із шведським принцом Августом, який носив титул герцога Даларна. За 12 років, він, прибувши до Дюссельдорфу, після тижневого гостювання, запропонував їй руку та серце. 16 квітня 1864 року вони побралися у Альтенбурзі. Палкого кохання між ними не було, але пара стала добрими друзями. Шлюб був щасливим, хоча і бездітним. Наречену описували як маленьку тендітну жінку з м'яким виразом обличчя. На момент шлюбу їй було вже було 27 років, Августу виповнилося 33. Нова герцогиня мала нервовий характер і періодично лаялася з оточуючими. Август на це казав: «Вони кажуть, що я тупий, та чули б вони мою Терезу!». Він ласкаво називав дружину min lilla hoppetossa і рідко бував вдома.

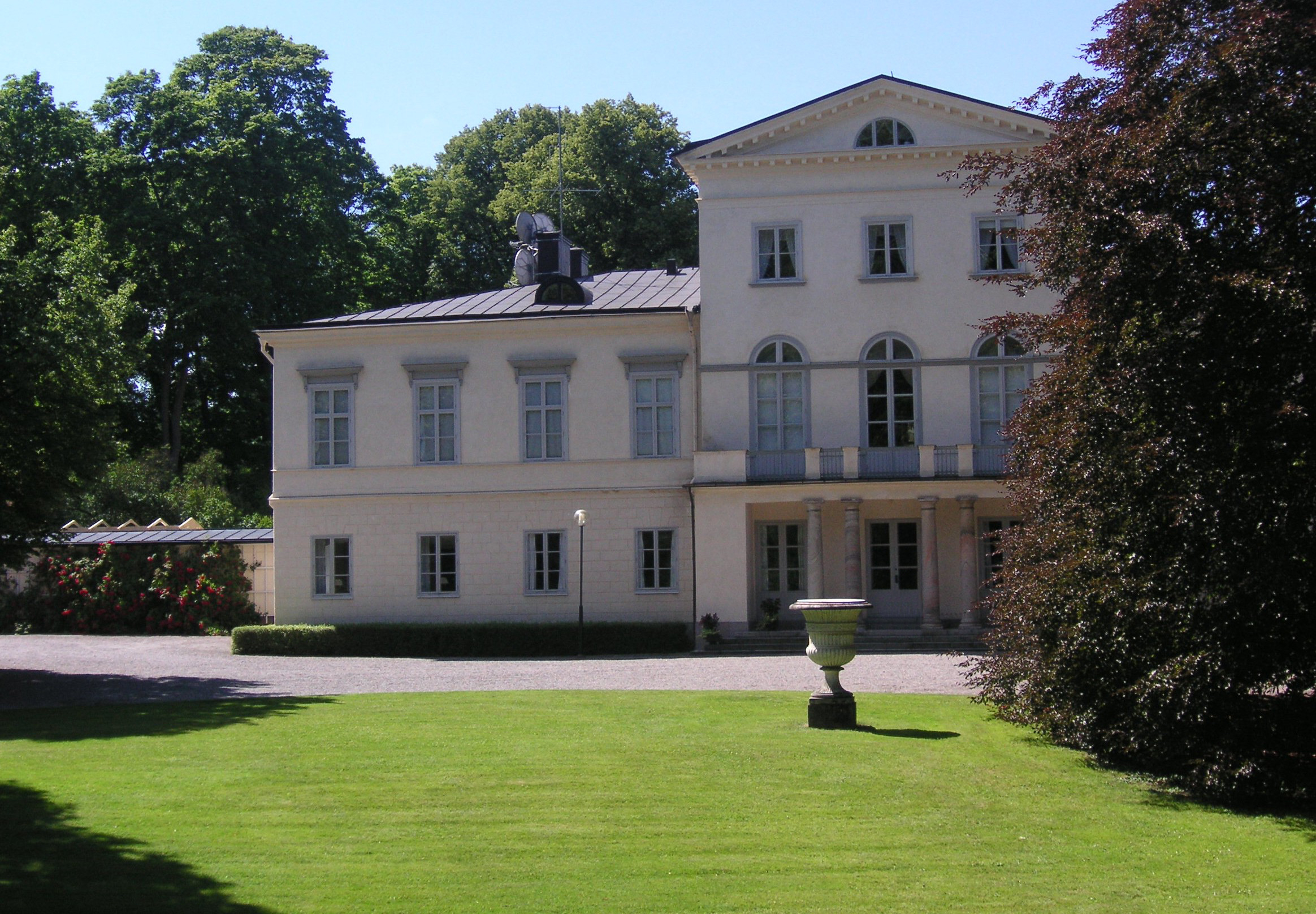
Палац Хага

Терезу у Швеції стали називати принцеса Терезія. Вона швидко потоваришувала із зовицею Євгенією і проводила з нею літо в Готланді. Дуже полюбляла музику і часто була присутня у королівській ложі  шведської академії музики.

У 1873 році, після недовгої хвороби, Август помер від пневмонії. Король після цього призначив для Терези опікуна. Ним став барон Луї де Гєєр Вдовіюча герцогиня листувалася з Оханою Деміржіаном, якого вважали авантюристом. Це викликало скандал, коли він запропонував домовитися про новий шлюб для неї. Разом із все частішими нервовими зривами Терези, це змусило шведський двір оголосити її психічно неврівноваженою та відправити лікуватися до Швейцарії під псевдонімом «графиня Дальскіольд». Там вона придбала віллу і багато років жила у Невшателі.

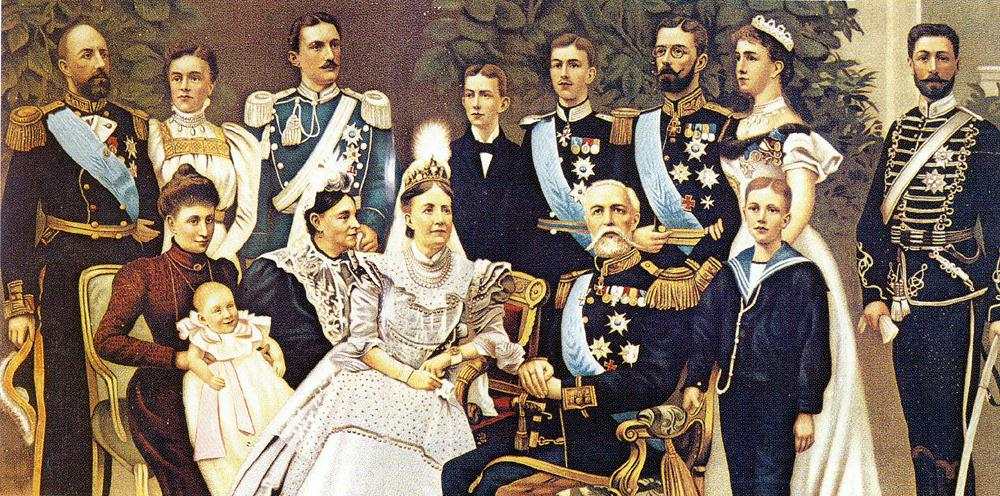
Тереза (сидить друга зліва) у колі родини у 1900

Повернулася 1890 року і усамітнено жила у палаці Хага. Тут герцогиня писала музику та займалася благодійницькою діяльністю. Її часто стали так і називати — герцогиня Хага. Із королівської родини вона близько товаришувала із малим принцом Еріком Густавом, що хворів на епілепсію.  Терезія стала знаменитістю  у Стокгольмі, де їздила у кареті з двома лакеями позаду. Вона була також відома своєю чудовою кухнею. Внаслідок цього в останні роки життя Тереза страждала від надлишкової ваги.
Померла 9 листопада 1914 року в 77-річному віці. Причиною смерті стала шлункова кровотеча. Похована у каплиці Бернадоттів кірхи Ріддірхольмен поруч із чоловіком.